# Hanna Flanders
Hanna Flanders (Die Unberührbare) è un film del 2000 diretto da Oskar Roehler. Il film racconta gli ultimi anni di vita della scrittrice Gisela Elsner, madre del regista.

## Riconoscimenti
- 2001 International Istanbul Film Festival
  - Tulipano d'Oro